# 蓝马鸡
藍馬雞（学名：Crossoptilon auritum）是雉科馬雞屬鳥類的一種。中國的特有種。它们体形较大，可达96厘米，羽毛蓝灰色，头上有一簇黑色的毛，脸是没有毛的，红色。蓝马鸡的虹膜是黄色的，眼下有一簇白毛。蓝马鸡的腿是猩红的，尾巴由24根弯曲的蓝灰色长尾羽组成。尾羽的尖端是黑色的。蓝马鸡的两性类似，雄性稍大些。

## 分佈
藍馬雞分佈於中國的青海東部、東北部，甘肅西北部及南部，四川西北部，寧夏的賀蘭山地是其分佈的北限。

## 生態
於山嶽地帶的森林中生活。在馬雞屬中個野生個體數最多的物種。主要吃漿果類和植其他植物為生。
蓝马鸡是所有马鸡属种类中最常见的，在IUCN紅色名錄上被列为无危。